# Tercer centenario de la casa de los Romanov

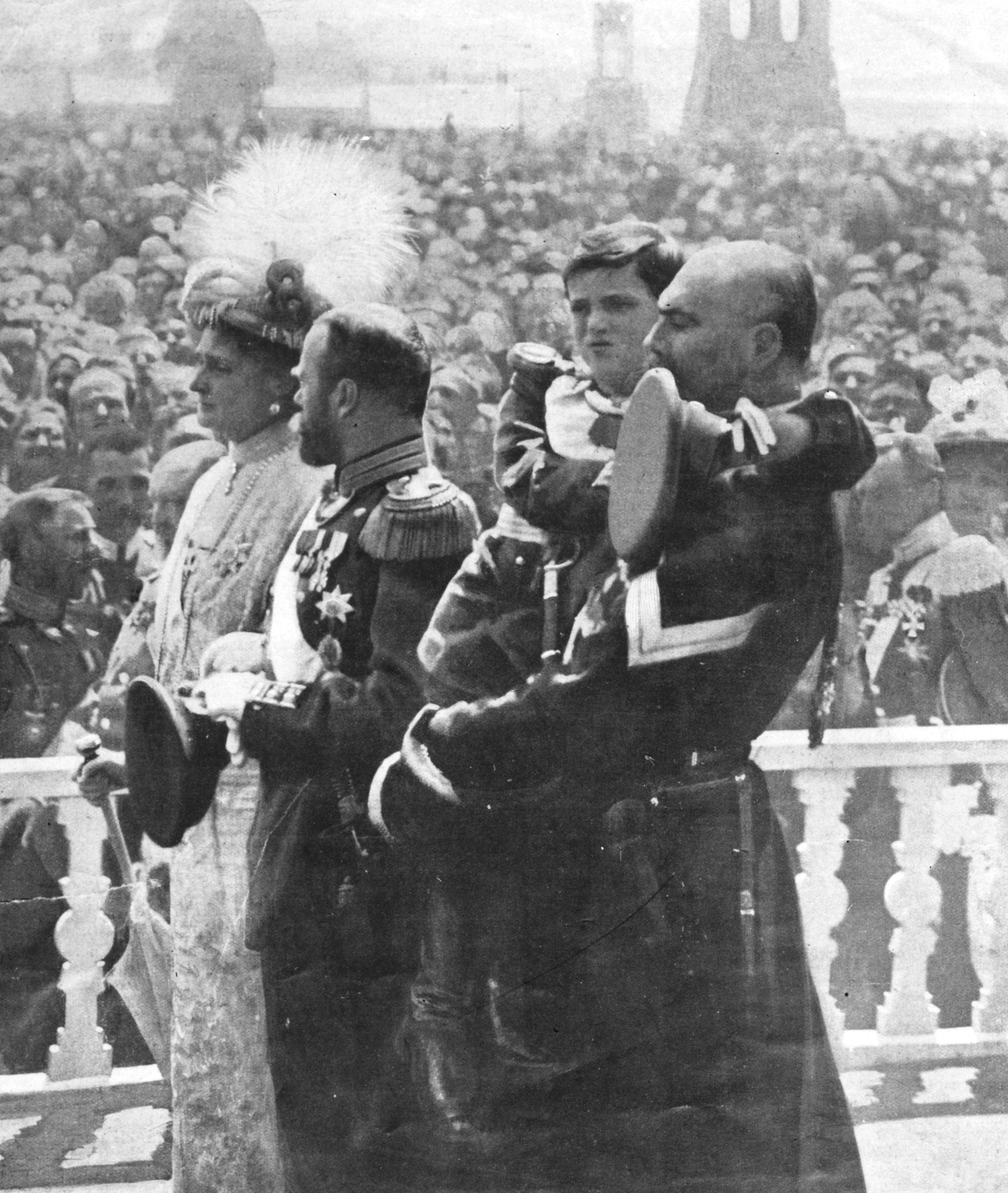
El zar Nicolás II y la emperatriz Alejandra durante las celebraciones del tercer centenario en Moscú. Un cosaco lleva en brazos al zarévich Alekséi, quien se había desvanecido debido a su hemofilia.

El tercer centenario de la casa de los Románov fue una celebración nacional, marcada en el Imperio ruso desde febrero de 1913, en celebración de la casa gobernante de la Dinastía Románov. Después de una gran exhibición de riqueza y poder en San Petersburgo, y una semana de recepciones en el Palacio de Invierno, la familia imperial se embarcó en una gira siguiendo la ruta de Miguel I Románov después de ser elegido Zar en 1613, una especie de peregrinación a las ciudades de la antigua Moscovia asociadas con la dinastía Románov, en mayo.
Se ha descrito como un "extravagancia de la elegancia" y un tremendo ejercicio de propaganda; pero entre sus objetivos principales estaban "inspirar reverencia y apoyo popular para el principio de autocracia", y también una reinvención del pasado, "contar la epopeya del" zar popular ", para invertir la monarquía con una legitimidad histórica. y una imagen de permanencia duradera en este momento ansioso cuando su derecho a gobernar era desafiado por la democracia emergente de Rusia". Un retiro "al pasado, con la esperanza de que los salvaría del futuro". A lo largo del jubileo, el leitmotiv fue el culto a Moscovia del siglo XVII, con su patrimonialismo (con el Zar como Rusia) como un feudo privado, la tierra, y el concepto de una unión mística entre el "Pequeño padre zar" y sus súbditos ortodoxos, quienes lo veneraron y adoraron. En las celebraciones, los símbolos del Zar estaban en el centro, con todos los símbolos del estado empujados hacia el fondo. La prensa extranjera también notó cómo las celebraciones mostraron la "verdadera devoción" de las masas campesinas rusas. Sin embargo, esto no fue así, ya que el malestar político en Rusia continuó creciendo. Cuando el primer ministro Kokóvtsov intentó advertir al zar, no pudo salvar su trono adoptando el 'halo del Zar moscovita' en un esfuerzo por intentar gobernar Rusia como su propio patrimonio.